# Caso adelativo
El caso adelativo es un caso gramatical el cual está presente en el idioma lezgiano, el cual puede expresar diversas cosas. El sufijo de este caso es:-вай (-vaj)
Este caso puede expresar las siguientes cosas:
Este caso puede expresar estar lejos de algo o alguien.
- Ина, ватандивай' яргъаз, чи уьмуьр гзаф четин я

- - ina vatandivaj jarghaz chi ymyr gzaf chetin ja
  - Aquí, lejos de la patria, nuestra vida es muy difícil.[1]

también se usa en general con el significado "de"
- За Гъалидивай пул къачуна

- - za G'alidivaj pul qachuna
  - Tomé el dinero de Ali
    - Ваз завай вуч KIанзава?
    - vaz zavaj vuch k'anzava
    - ¿Qué quieres de mí?.[1]

Puede formar el verbo modal "poder" con la ayuda del verbo хьана [xhana] "convertirse"
- Вавай заз куьмек гуз жедани? 
  - vavaj zaz kymek guz zhedani 
  - ¿Puedes ayudarme?[1]

expresa acción accidental o involuntaria
- _Дидевай_ нек алахьна
  - [_didevaj_ nek alaqhna]
  - Madre accidentalmente permitió que la leche se desbordara.
    - Завай уьмуьрда тек садра тапарар авун хьана
    - Yo (involuntariamente) mentí solo una vez en mi vida.[1]